# Joana Brito
Joana Brito (Delicias, Chihuahua, 25 de abril de 1947-Ciudad de México, 27 de junio de 2023) fue una primera actriz mexicana de cine, teatro, televisión e intérprete de doblaje de destacada trayectoria. Es conocida por sus participaciones en series y telenovelas de la empresa Televisa, como también por prestar su voz a diferentes personajes en el mundo del doblaje entre los que destacan Yubaba y Zeniba en la cinta ganadora del Oscar El viaje de Chihiro, Mamá Odie en The Princess and the Frog, la Maestra Finster en las películas de Recreo de Disney, Zira en El rey leon 2, Morgana en la película animada La sirenita 2: regreso al mar.

## Biografía
Inició su carrera como actriz de teatro en 1966.
Consolidó su carrera a mediados de los años 80, combinando el doblaje con la televisión.
En el doblaje prestó su voz para series animadas, animes, series y producciones de Hollywood, entre las que destacan las producciones de Disney como ser La sirenita 2: regreso al mar, The Lion King II: Simba's Pride y The Princess and the Frog. Sumada a su participación en animes como Dragon Ball Z, Naruto y Zatch Bell!.
Como actriz de televisión ha realizado destacadas participaciones en telenovelas entre las que destacan Corazón salvaje, Piel de otoño, Cómplices al rescate, Teresa , Amorcito corazón entre muchas otras.
En 2017 participó en El Bienamado producción de Nicandro Díaz González.
Fue en dicho año donde se retiraría del medio artístico debido a problemas de salud.

### Fallecimiento
Falleció el 27 de junio de 2023 a los 76 años siendo víctima de insuficiencia renal, luego de haber estado hospitalizada desde noviembre de 2022 por problemas de salud.

## Filmografía

### Telenovelas
- El Bienamado (2017) - Natalia Cárdenas "Naty"
- La sombra del pasado (2014) - Madre Superiora
- Mentir para vivir (2013) - Nadia
- La mujer del Vendaval (2012-2013) - Lucha
- Amorcito corazón (2011-2012) - Minerva
- La fuerza del destino (2011) - Eduviges
- Teresa (2010-2011) - Ignacia "Nachita" de Medina
- Juro que te amo (2008-2009) - Jesusa Ponciano
- Duelo de pasiones (2006) - Adela
- Piel de otoño (2005) - Jovita Muñóz
- De pocas, pocas pulgas (2003) - Lola
- Cómplices al rescate (2002) - Doña Meche
- Amigas y rivales (2001) - Madre Superiora
- El niño que vino del mar (1999) - Rancha
- Una luz en el camino (1998)
- Salud, dinero y amor (1997-1998) - Madre Superiora
- Pueblo chico, infierno grande (1997) - Vititos de Zamora
- La sombra del otro (1996) - Consuelo
- Corazón salvaje (1993-1994) - Ana
- En carne propia (1990-1991) - Anabel
- Cenizas y diamantes (1990) - Arévalo
- Simplemente María (1989-1990) - Raquel
- Cuna de lobos (1986) - Teresa
- Muchachita (1985-1986) - Brígida
- Juana Iris (1985) - Toña

### Series
- La rosa de Guadalupe (2008-2016)
- S.O.S.: Sexo y otros secretos (2007) - Enfermera
- La Güereja y algo más (2001) - Niñera de la Güereja
- Mujer, casos de la vida real (1993-2007)

### Cine
- El gran milagro (2011) - Doña Cata
- From Prada to Nada (2011) - Comadre I
- Una película de huevos (2006)
- Cicatrices (2005) - Sagrario de Rondán
- Santo Luzbel (1997)
- El anzuelo (1996) - Comadre Dolores